# Gare de Lincoln (Illinois)
Ne pas confondre avec la gare de Lincoln (Nebraska).
La gare de Lincoln est une gare ferroviaire des États-Unis, située à Lincoln dans l'État de l'Illinois.

## Service des voyageurs

### Desserte
Ligne d'Amtrak :
- Le Lincoln Service: Saint-Louis - Chicago
- Le Texas Eagle: Los Angeles - Chicago